# الانتخابات التشريعية التونسية 1974
الانتخابات التشريعية التونسية 1974 هي انتخابات تشريعية نظمت في تونس في 3 نوفمبر 1974. هي الانتخابات الرابعة من نوعها. تعتبر هذه الانتخابات مزورة ومزيفة.

فاز الحزب الاشتراكي الدستوري برئاسة الرئيس الحبيب بورقيبة بالانتخابات.

## النتائج
|                          | العدد     | % من المسجلين | % من الناخبين |
| ------------------------ | --------- | ------------- | ------------- |
| المسجلين                 | 743 623 1 | 100%          |               |
| الناخبين                 | 261 573 1 | 96.9%         | 100%          |
| الأصوات الصحيحة للقائمات | 954 570 1 |               | 99.85%        |
| الأوراق البيضاء والملغاة | 337 2     |               | 0.15%         |
| الامتناع عن التصويت      | 482 50    | 3.1%          |               |

| الأحزاب                           | الأحزاب                  | الأصوات   | % من الأصوات الصحيحة | المقاعد |
| --------------------------------- | ------------------------ | --------- | -------------------- | ------- |
|                                   | الحزب الاشتراكي الدستوري | 954 570 1 | 100%                 | 112     |
| الأصوات الصحيحة                   | الأصوات الصحيحة          | 954 570 1 | 99.85%               | 112     |
| الأوراق البيضاء والملغاة          | الأوراق البيضاء والملغاة | 337 2     | 0.15%                |         |
| مجموع الأصوات                     | مجموع الأصوات            | 261 573 1 | 100%                 |         |
| المصدر: الاتحاد البرلماني الدولي. |                          |           |                      |         |

## مقالات ذات صلة
- الانتخابات الرئاسية التونسية 1974
- الحبيب بورقيبة